# Jean Kennedy Smith

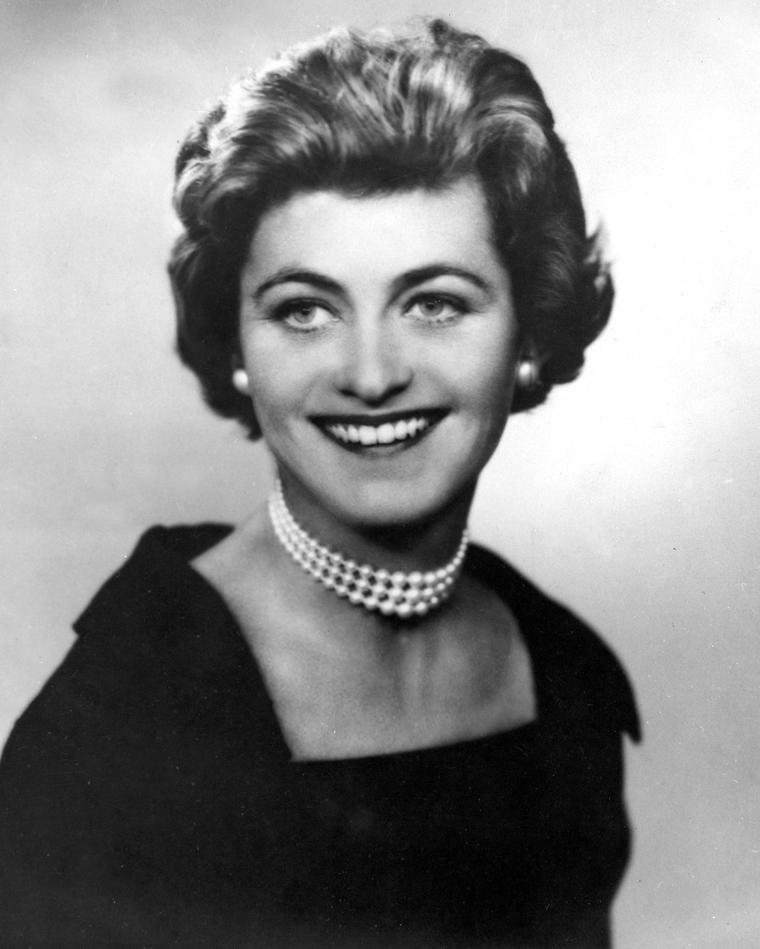
Jean Kennedy (1953)

Jean Ann Kennedy Smith (* 20. Februar 1928 als Jean Ann Kennedy in Boston, Massachusetts; † 17. Juni 2020 in New York City) war eine US-amerikanische Diplomatin. Sie wurde als achtes der neun Kinder von Joseph und Rose Kennedy geboren und war 
nach dem Tod ihres Bruders Edward Kennedy im August 2009 die letzte noch Lebende der Geschwister.

## Leben

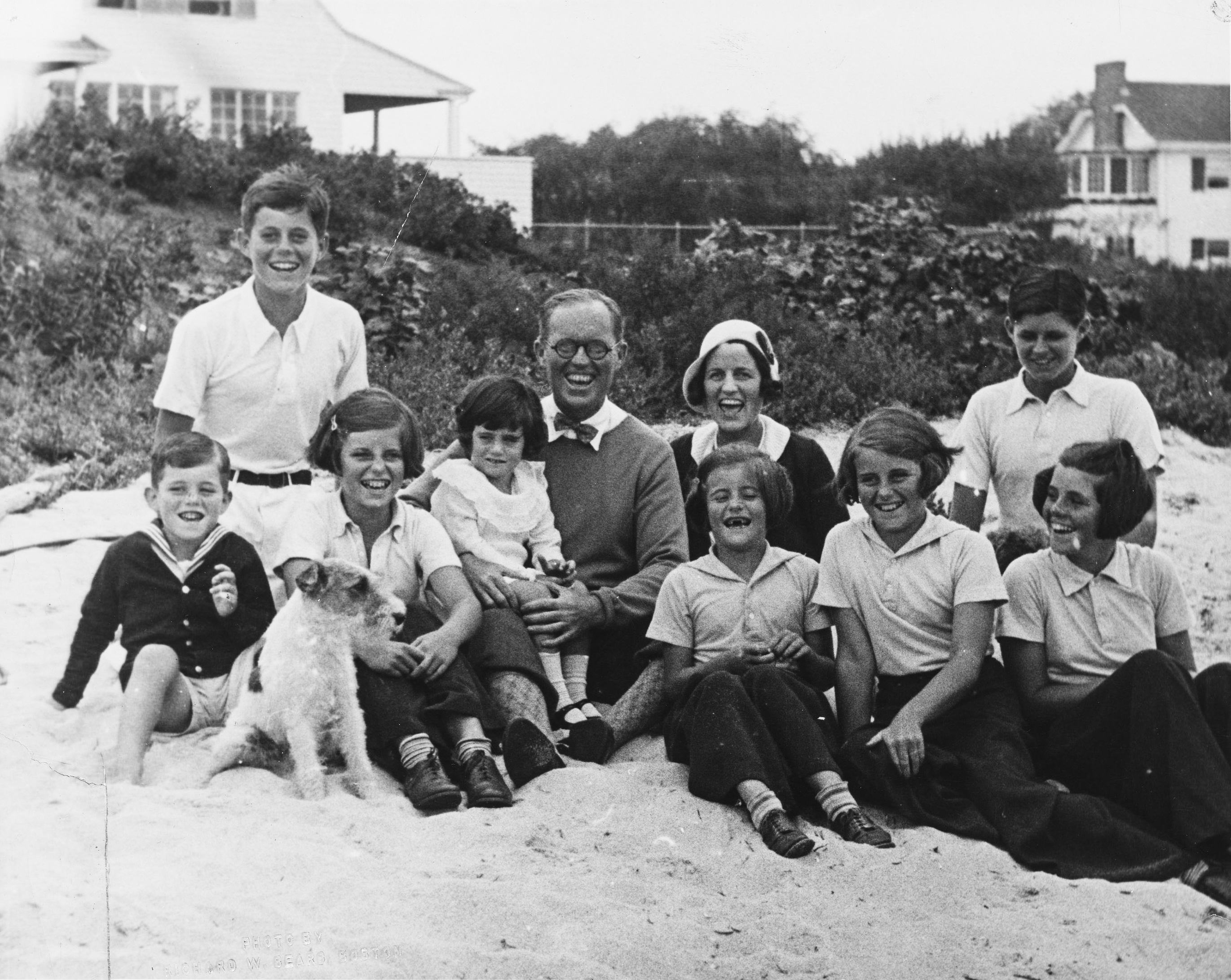
1931, Jean auf dem Schoß ihres Vaters

Jean Ann Kennedy wurde am 20. Februar 1928 in Boston, Massachusetts geboren. Sie war das achte und vorletzte Kind des Diplomaten Joseph Kennedy I und seiner Frau Rose Kennedy. Jean wuchs als scheues Kind in eine laute Familie hinein. Ihre Mutter sagte: „Sie wurde so spät geboren, dass sie nur die Tragödien miterlebte, aber nicht die Höhepunkte.“
Jean ging auf das Manhattanville College, wo sie sich mit zwei ihrer zukünftigen Schwägerinnen, Ethel Kennedy und Virginia Joan Bennett, anfreundete. Am 19. Mai 1956 heiratete sie den Geschäftsmann Stephen Edward Smith, der die Finanzen und politischen Kampagnen der Kennedy-Familie führte. Mit ihm bevorzugte sie ein zurückgezogenes Leben und ließ sich in New York nieder, wo sie der Öffentlichkeit fern blieb. Nach der Geburt ihrer beiden Söhne adoptierte sie zwei Mädchen.
Am 19. August 1990 starb ihr Ehemann an Krebs. 1991 wurde ihr Sohn William Kennedy Smith der Vergewaltigung angeklagt und freigesprochen. 1993 trat sie in die Fußstapfen ihres Vaters und wurde auf Vorschlag des US-Präsidenten Bill Clinton Botschafterin in Irland, wo sie sich im Friedensprozess engagierte; diesen Posten hatte sie inne, bis ihr 1998 die irische Präsidentin Mary McAleese die irische Ehrenbürgerschaft verlieh. Danach gründete sie die Very Special Arts, eine Non-Profit-Organisation, die die künstlerischen Talente von behinderten Kindern unterstützt. Im Februar 2011 wurde Jean von Präsident Barack Obama mit der Presidential Medal of Freedom ausgezeichnet. Sie starb am 17. Juni 2020 in ihrer Heimstätte in Manhattan mit 92 Jahren; damit starb sie als letzte der Kennedy-Geschwister und hatte zudem das höchste Alter erreicht.